# Гостинополля
Гостинополля (рос. Гостинополье) — присілок у Волховському районі Ленінградської області Російської Федерації.
Населення становить 134 особи. Належить до муніципального утворення Виндіноостровське сільське поселення.

## Історія
Згідно із законом № 56-оз від 6 вересня 2004 року належить до муніципального утворення Виндіноостровське сільське поселення.

## Населення
| 1838 | 1862 | 1885 | 1928 | 1939 | 1961 | 1990 |
| ---- | ---- | ---- | ---- | ---- | ---- | ---- |
| 183  | ↗195 | ↘130 | ↗161 | ↗413 | ↘408 | ↘186 |
| 1997 | 2007 | 2010 | 2017 |      |      |      |
| ↘143 | ↘136 | ↘127 | ↗134 |      |      |      |